# كارين تاكاهاشي
كارين تاكاهاشي (باليابانية: 高橋花林؛ بالكانا: たかはし かりん) هي مؤدية صوت يابانية، ولدت في 9 سبتمبر 1994.

## أدوارها في الأنمي

### مسلسلات أنمي تلفزيونية
- دكتور ستون - سويكا
- رجل المنشار - كوبيني هيغاشياما

## وصلات خارجية
- كارين تاكاهاشي على موقع IMDb (الإنجليزية)
- كارين تاكاهاشي على موقع ميوزك برينز (الإنجليزية)
- كارين تاكاهاشي على موقع قاعدة بيانات الفيلم (الإنجليزية)